# Cirsonella romettensis
Cirsonella romettensis é uma espécie de molusco pertencente à família Skeneidae.
A autoridade científica da espécie é Granata-Grillo, tendo sido descrita no ano de 1877.
Trata-se de uma espécie presente no território português, incluindo a zona económica exclusiva.